# Eythora Thorsdottir
Eythora Elisabet Thorsdottir (Róterdam, 10 de agosto de 1998) es una deportista neerlandesa de origen islandés que compite en gimnasia artística.
Ganó cuatro medallas en el Campeonato Europeo de Gimnasia Artística entre los años 2017 y 2023.
Participó en dos Juegos Olímpicos de Verano, en los años 2016 y 2020, ocupando el séptimo lugar en Río de Janeiro 2016, en el concurso por equipos.

## Palmarés internacional
| Campeonato Europeo | Campeonato Europeo    | Campeonato Europeo | Campeonato Europeo   |
| Año                | Lugar                 | Medalla            | Prueba               |
| ------------------ | --------------------- | ------------------ | -------------------- |
| 2017               | Cluj-Napoca (Rumania) | Medalla de plata   | Barra                |
| 2017               | Cluj-Napoca (Rumania) | Medalla de bronce  | Suelo                |
| 2019               | Szczecin (Polonia)    | Medalla de plata   | Suelo                |
| 2023               | Antalya (Turquía)     | Medalla de bronce  | Concurso por equipos |